# Hof van Solms

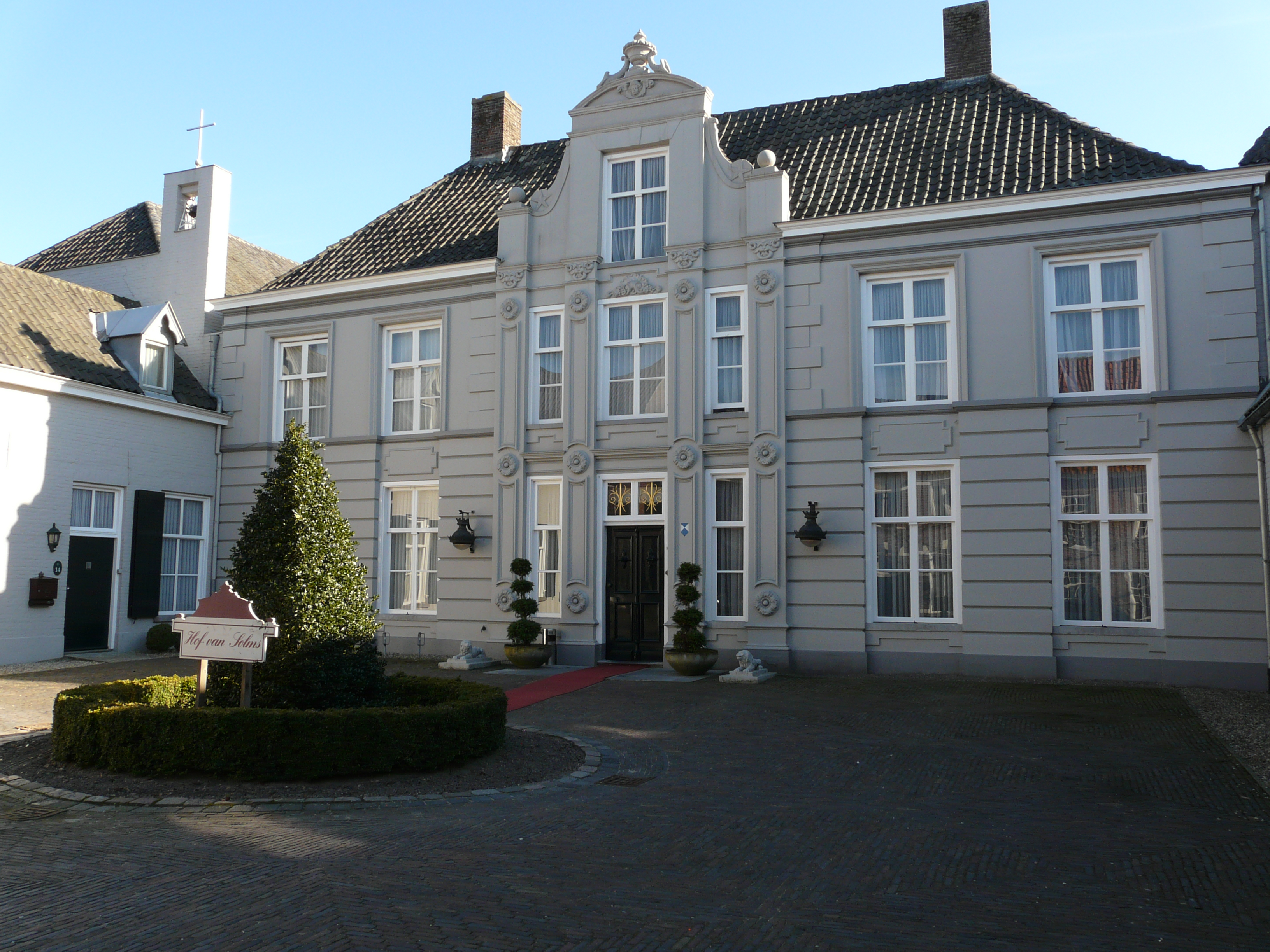
Hof van Solms

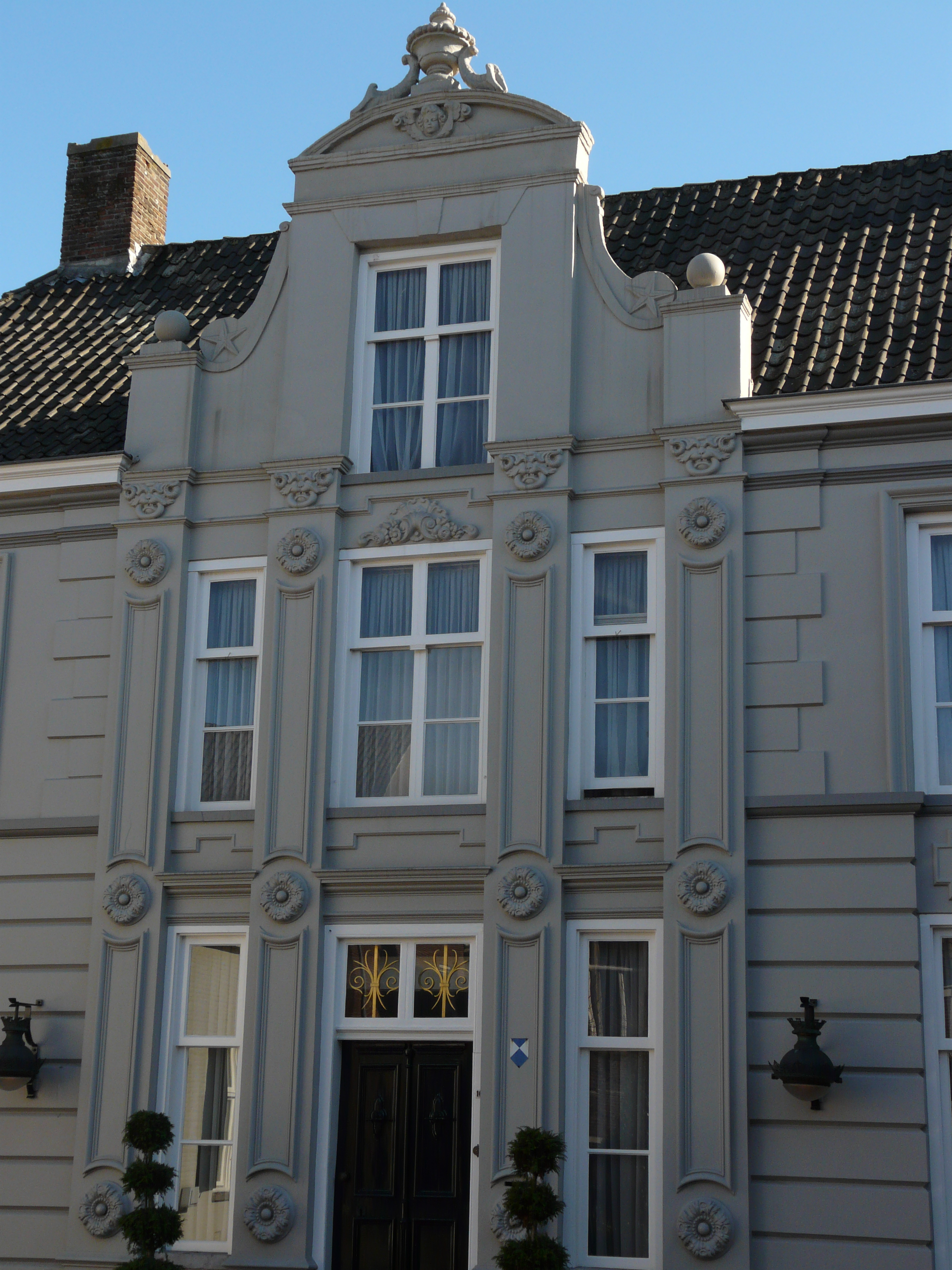
Hof van Solms

Het Hof van Solms is een stadspaleis aan de Koestraat in Oirschot, dat in 1663 voor Arnold Fey werd gebouwd.
Het huis is vernoemd naar Amalia van Solms, die door Fey behandeld zou zijn en er zou hebben verbleven om daar een dokterspraktijk te beginnen. Fey kreeg dit paleis omdat hij Amalia's leven heeft gered.
Het zeer grote woonhuis is versierd met pilasters en het heeft een halsgevel. Van 1903 tot 1981 was het in gebruik bij de zusters Franciscanessen, daarna werd het een partycentrum, dat echter grote zorg aan de interieurs besteedde. Het is nu een congreslocatie.